# Funeral japonés

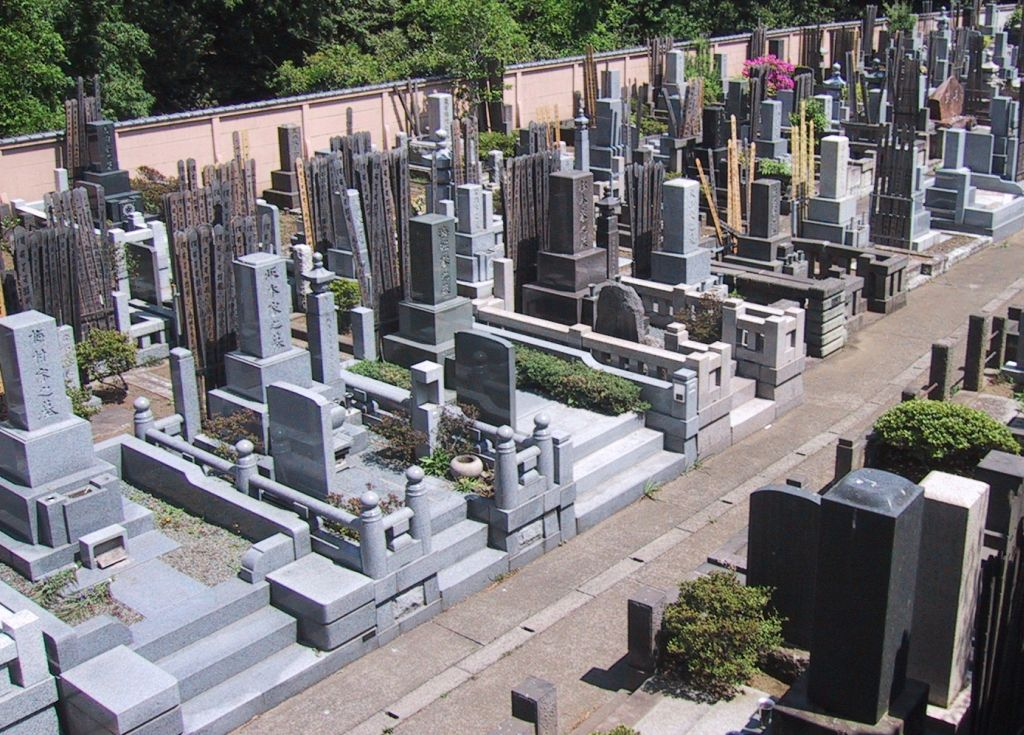
Varias tumbas en Tokio

Un funeral japonés (葬儀 sōgi o 葬式 sōshiki) incluye un velatorio, una incineración del fallecido, un entierro en una tumba familiar, y un servicio conmemorativo periódico, en principio, algo muy parecido al occidental, pero tiene algunas características especiales que lo hacen único. Una de ellas es la incineración. Según las estadísticas de 2007, el 99.81% de los japoneses fallecidos son incinerados.

## Después de la muerte
Aunque Japón se ha convertido en una sociedad más secular (ver Religión en Japón), el 91% de los funerales se llevan a cabo como ceremonias budistas. Inmediatamente después de la muerte (o, en días anteriores, antes de una muerte anunciada), los familiares humedecen los labios de los moribundos o fallecidos con agua, una práctica conocida como agua del último momento (末期の水 tsu matsugo-no-mizu). La mayoría de los hogares japoneses mantienen altares budistas, o butsudan (仏 壇) para usar en las ceremonias budistas; y muchos también tienen santuarios sintoístas, o kamidana (神 棚). Cuando hay una muerte, el santuario se cierra y se cubre con papel blanco para mantener fuera a los espíritus impuros de los muertos, una costumbre llamada kamidana-fūji (神 棚 封). Al lado de la cama del difunto se coloca una pequeña mesa decorada con flores, incienso y una vela se coloca.
Los familiares y las autoridades son informados y se emite un certificado de defunción. Todo este papeleo generalmente los lleva a cabo el hijo mayor, y el primer paso de la ceremonia consiste en contactar con un templo para programar el evento. Algunos días auguran más mala suerte que otros, basados en un viejo ciclo lunar chino de seis días; en particular, el segundo día, llamado tomobiki (友 引), se entiende supersticiosamente como "arrastrar a tus amigos contigo" (tomo = amigos; biki = tirar, aunque el significado original era diferente) y por lo tanto se considera un día terrible para un funeral pero un buen día para una boda.
El cuerpo se lava y los orificios se bloquean con algodón o gasa. A veces se realiza un ritual de "encorvamiento" (llamado nōkan), en el cual profesional nōkansha (納 棺) Vestimenta ritual y prepara el cuerpo y lo coloca en el ataúd (esto se retrata en Okurobito, película de 2008). La ceremonia ahora no se realiza con tanta frecuencia, y se limita a las áreas rurales donde se mantienen las tradiciones más viejas. Se realice la ceremonia de encierro o no, una mujer fallecida está vestida con un kimono blanco, mientras que el hombre fallecido está con un traje o un kimono. Es habitual que se les maquille. El cuerpo se pone sobre hielo seco en un ataúd, donde dentro se pueden colocar objetos y prendas como un kimono blanco, un par de sandalias, seis monedas para cruzar el Río de los Tres Cruces, y artículos quemables que el difunto era aficionado (por ejemplo, cigarrillos y dulces), que luego se coloca en un altar para el velorio. El cuerpo se coloca con la cabeza hacia el norte o, como segunda opción, hacia el oeste. En el budismo, la orientación occidental refleja el reino occidental de Amida Buda.
Durante el desarrollo de su vida, tanto hombres como mujeres cruzan el frente de un kimono o yukata con el lado izquierdo sobre el derecho. En aquellas ocasiones en que el cadáver está vestido con un kimono tradicional, el kimono se cruza a la derecha.

## Velatorio

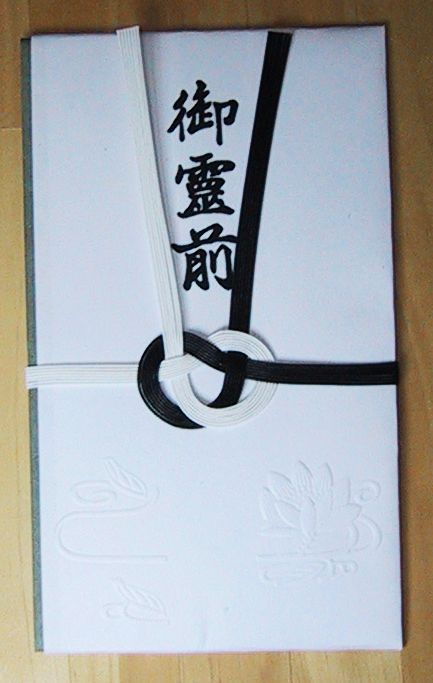
Diseño tradicional del envoltorio de un pésame con valor monetario.

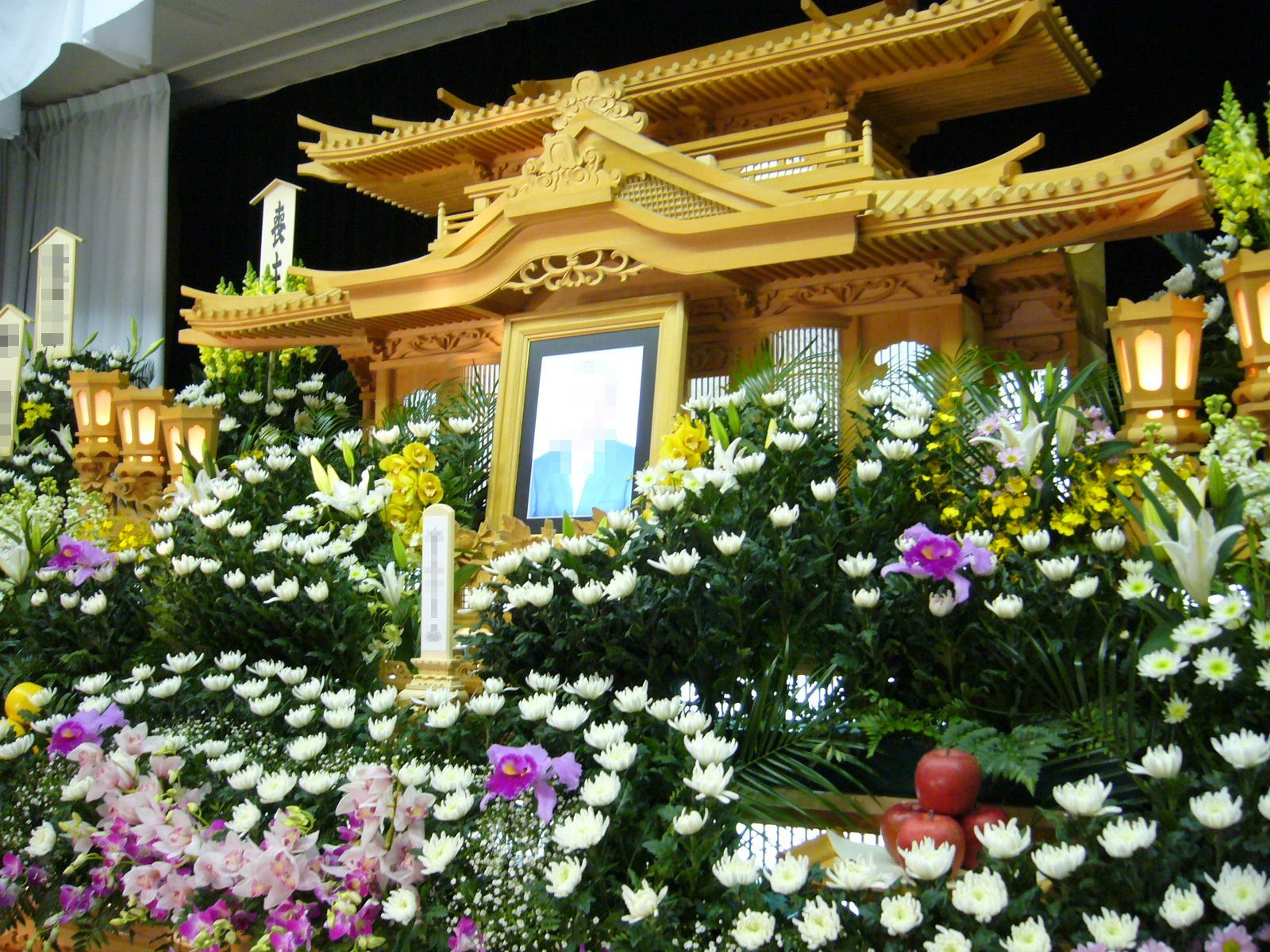
Ornamentos fúnebres con arreglos florales, un retrato del difunto y un ihai (tableta espiritual).

El velatorio se realiza lo más pronto posible después de la muerte, y tiene el nombre de tsuya (通夜) iluminada, que significa "pasando la noche". Todos los invitados visten de negro: los hombres visten trajes negros con camisas blancas y corbatas negras, mientras que las mujeres visten vestidos o kimonos negros. Si el difunto practicó el budismo, los invitados pueden llevar consigo un collar de oración llamado juzu (数 珠), que también llevará dinero de condolencia en sobres especiales de color negro y plata. Dependiendo de la relación con el difunto y la riqueza de los invitados, la cantidad puede ser equivalente a entre 3,000 y 30,000 yenes. Los invitados están sentados, con familiares inmediatos sentados más cerca del frente. El sacerdote budista luego canta una sección de un sutra. Los miembros de la familia ofrecerán incienso tres veces a la urna de incienso frente al difunto. Al mismo tiempo, los invitados reunidos realizarán el mismo ritual en otro lugar detrás de los asientos de los miembros de la familia. El velatorio termina una vez que el sacerdote ha completado el sutra. A cada invitado que asiste a la ceremonia. le entrega un obsequio con un valor aproximado de la mitad o una cuarta parte del dinero de condolencia recibido de este invitado. Los familiares más cercanos pueden quedarse y vigilar a los difuntos durante la noche en la misma habitación

## Funeral
El funeral propiamente dicho, llamado kokubetsu-shiki (告別 式), generalmente se realiza el día después del velatorio. El procedimiento es similar, y el incienso se ofrece mientras un sacerdote canta un sutra. La ceremonia difiere ligeramente ya que el fallecido recibe un nuevo nombre budista (kaimyo; "nombre del precepto", 戒 名) escrito en kanji. Se dice que este nombre evita el regreso del difunto si se llama su nombre en vida. La longitud del nombre depende también de la virtud de la vida de la persona o, más comúnmente, del tamaño de la donación de los familiares al templo, que puede variar desde un nombre común hasta los nombres más elaborados, por 1 millón de yenes o más. Los altos precios cobrados por los templos son un tema controvertido en Japón, especialmente debido a que algunos templos presionan a las familias para que inviertan el dinero en un nombre más caro y recibir más beneficios. Los kanji para estos kaimyo son usualmente muy antiguos, y algunas veces con significados esotéricos. Al final de la ceremonia fúnebre, los invitados y la familia pueden colocar flores en el ataúd alrededor de la cabeza y los hombros del difunto antes de sellarlo, y llevarlo al carro fúnebre elaborado y decorado para transportarlo al crematorio. En algunas regiones de Japón, el ataúd es cerrado por los afectados usando una piedra.

## Incineración

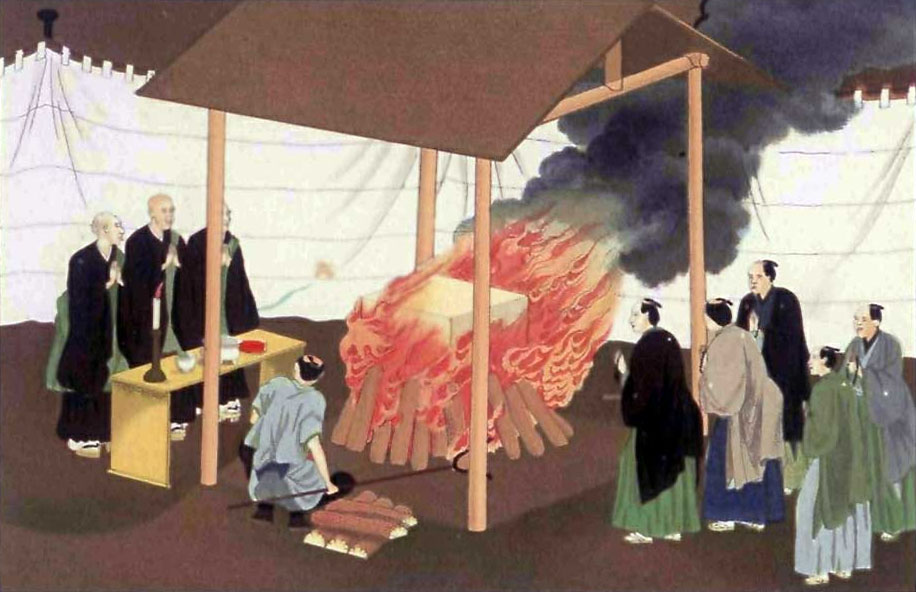
Ilustración del ritual de incineración en Japón, 1867.

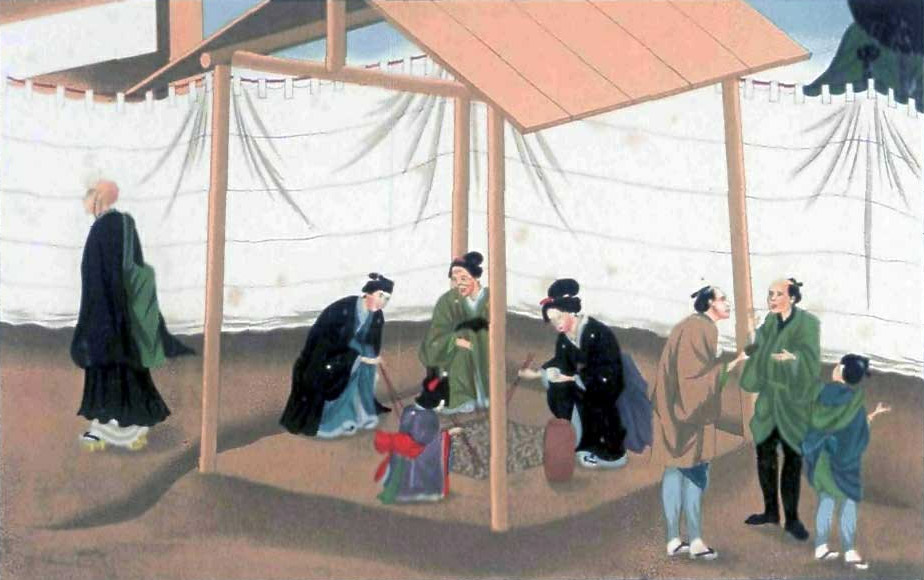
Ilustración del ritual de recogida de huesos, 1867.

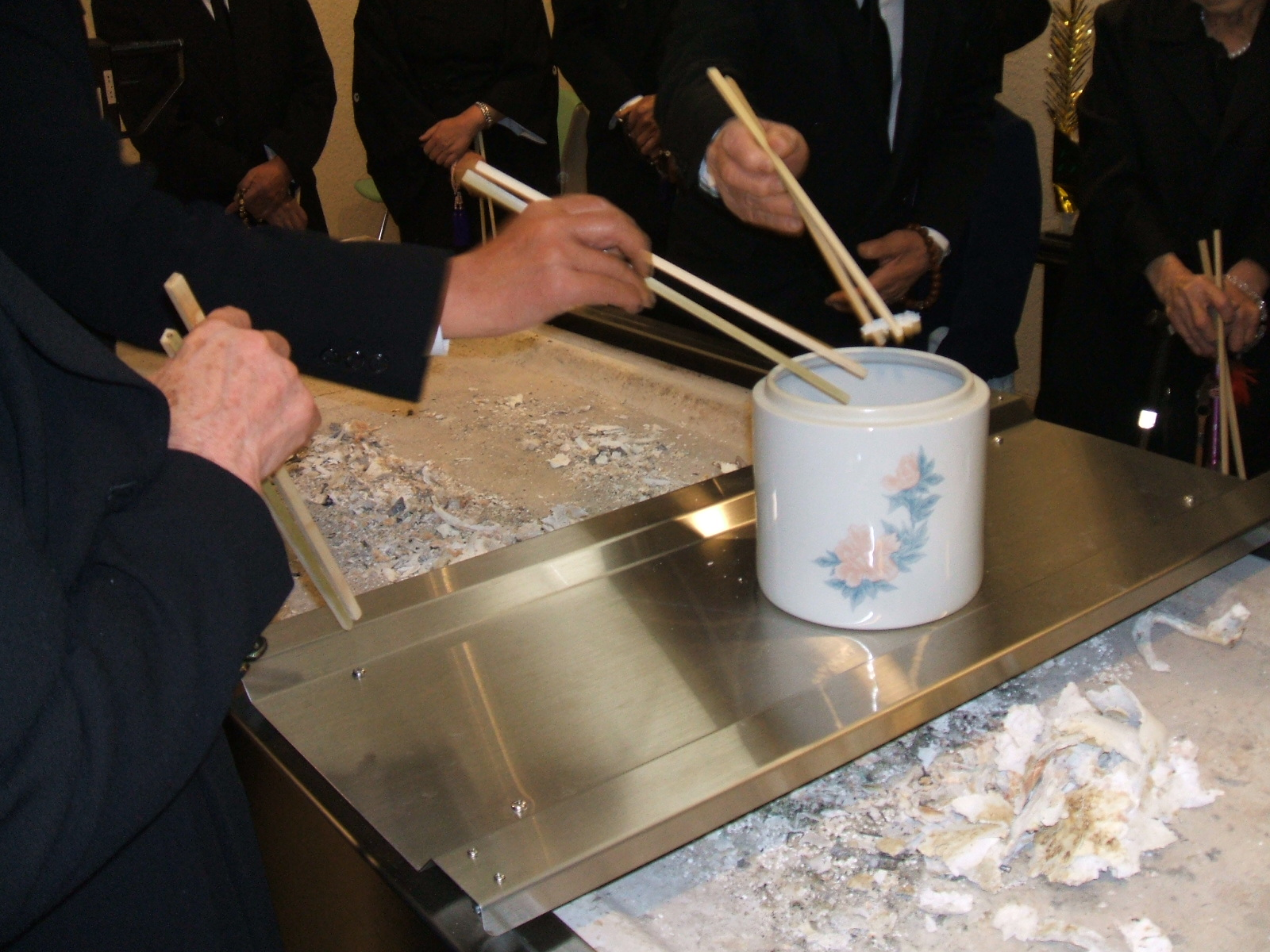
Fotografía del ritual de recogida de huesos.

El ataúd se coloca en una bandeja en el crematorio. La familia presencia el deslizamiento del cuerpo hacia la cámara de incineración. Una incineración generalmente toma alrededor de dos horas, y la familia regresa a una hora programada cuando se ha completado. Según el Funeral y Crematorio de Yamaguchi Saijo en Sapporo, se tarda aproximadamente una hora y media en incinerar un cuerpo de adulto, 45 minutos para un niño, 15 minutos para un niño muerto.  
Los familiares recogen los huesos de las cenizas y los transfieren a la urna usando palillos grandes o púas de metal. Conocido como kotsuage (骨 揚), este es el único momento en Japón en que es apropiado que dos personas sostengan el mismo artículo al mismo tiempo con los palillos chinos. En cualquier otro momento, sostener algo con los palillos por dos personas al mismo tiempo, o pasar un artículo de los palillos a los palillos, se considera un importante error social, ya que recordará a los espectadores el funeral de un familiar cercano. Los huesos de los pies son recogidos primero, y los huesos de la cabeza son recogidos al final. Esto es para asegurar que el difunto no esté boca abajo en la urna. El hueso hioides, que se encuentra en el cuello, es el hueso más importante que se coloca en la urna. En algunos casos, las cenizas se pueden dividir entre más de una urna. Por ejemplo, algunas cenizas van a una tumba familiar, y otras van al templo o incluso a la tumba de una compañía o a un entierro en el espacio. Dependiendo de la costumbre local, la urna puede permanecer en la casa de la familia por un período o puede ser llevada directamente al cementerio. 
En las islas Ryukyu, el entierro tradicional era algo diferente del de Japón continental. En lugar de incineración, el cuerpo sería enterrado temporalmente en la tumba familiar (una gran bóveda funeraria, a menudo de la variedad de tortuga); después de unos años, una vez que la carne se había descompuesto, los huesos serían lavados y puestos en la urna funeraria, para ser permanentemente almacenados en otra parte de la tumba.

## Tumba
Una tumba japonesa típica suele ser una tumba familiar (墓 haka) que consiste en un monumento de piedra, con un lugar para flores, incienso y agua frente al monumento, además de una cámara o cripta debajo de las cenizas.La fecha del levantamiento de la tumba y el nombre de la persona que la compró pueden estar grabados en el costado del monumento. Los nombres de los fallecidos a menudo, pero no siempre, están grabados en el frente del monumento. Cuando una persona casada muere antes que su cónyuge, el nombre del cónyuge también puede estar grabado en la piedra, con las letras pintadas de rojo. Después de la muerte y el entierro del cónyuge, la tinta roja se elimina de la piedra. Esto generalmente se hace por razones financieras, ya que es más barato grabar dos nombres al mismo tiempo que grabar el segundo nombre cuando muere el segundo cónyuge. Sin embargo, esta práctica es menos frecuente hoy en día. Los nombres del difunto también pueden estar grabados en el lado izquierdo, o en una piedra separada en frente de la tumba. A menudo, el nombre también está escrito en una sotoba, una tabla de madera separada en un soporte detrás o al lado de la tumba. Estos sotoba pueden erigirse poco después de la muerte, y pueden agregarse nuevos en ciertos servicios conmemorativos. Los altos precios de las parcelas funerarias, que cuestan en promedio 2 millones de yenes, han llevado a un nuevo servicio de Grave Apartments (お墓のマンション ohaka no manshon), donde se puede comprar una tumba del tamaño de un casillero por unos 400,000 yenes. Algunos de estos pueden incluso incluir una pantalla táctil que muestra una imagen de los fallecidos, mensajes, un árbol genealógico y otra información relevante. Debido al coste de la tierra, se ha abierto un cementerio en Tokio dentro de un templo, donde los pisos inferiores son para ceremonias fúnebres. Hay varios casos en que las cenizas de personas fallecidas han sido robadas de las tumbas. Las cenizas de la famosa dibujante de historietas Machiko Hasegawa y de la esposa del presidente de bienes raíces Takichi Hayasaka fueron robadas por un rescate. Las cenizas del famoso novelista Yukio Mishima (1925-1970) fueron robadas en 1971 y las cenizas del novelista Naoya Shiga fueron robadas en 1980. Las cenizas de la esposa del jugador de béisbol Sadaharu Oh desaparecieron en diciembre de 2002.